# Embrun (Ontario)
Embrun [ˌɛmbɹən, franz. ɑ̃bʁœ̃] ist eine Stadt im Osten Ontarios in Kanada. 
Der Ort wurde nach der Stadt Embrun in der französischen Hautes-Alpes-Region benannt. Der 15. Mai 2006 war Embruns 150. Jahrestag. Die Stadt hat eine Bevölkerung von 6.380 (Stand: 2011).

## Geschichte
Die ersten Siedler erreichten Embrun im Jahr 1845. Den Namen erhielt die Stadt in Anlehnung an die gleichnamige französische Stadt. Ab 1870 entwickelte sich die Agrikultur in der Siedlung, wodurch die Bevölkerung bis zum Ende des 19. Jahrhunderts schnell wuchs. 
1898 wurde die Bahnstrecke New York–Ottawa erbaut. Die Eisenbahn hielt sechsmal täglich in Embrun, wodurch die Stadt eine exzellente Anbindung an die beiden wichtigen Großstädte erhielt. Dies förderte die Wirtschaft und das Wachstum Embruns, bis die Eisenbahnlinie im Februar 1957 stillgelegt wurde. Die Schließung der Eisenbahnlinie bedeutete für Embrun in Verbindung mit der allgemeinen Landflucht, die Mitte des 20. Jahrhunderts vorherrschte, eine erhebliche Verringerung der Einwohnerzahlen.
Die Verkehrsanbindung Embrun an Ottawa wurde erst Ende der 1970er Jahre mit der Eröffnung des Ontario Highway 417 wieder verbessert. Die Fahrzeit in die Innenstadt Ottawas betrug nunmehr etwa dreißig Minuten, weshalb viele in Ottawa arbeitende Menschen nach Embrun zogen. Die Stadt konnte sodann wieder eine wachsende Bevölkerung verzeichnen.
Zwischen 1985 und 1995 konnten sich die Bevölkerungszahlen verdoppeln. Infolgedessen wurden in Embrun eine Shopping-Mall eröffnet und es entwickelte sich ein Gewerbegebiet. Zwischen 2001 und 2006 wuchs die Bevölkerung mit einer Wachstumsrate von 26,6 %, zwischen 2006 und 2001 mit 12,5 %.

## Wirtschaft und Infrastruktur

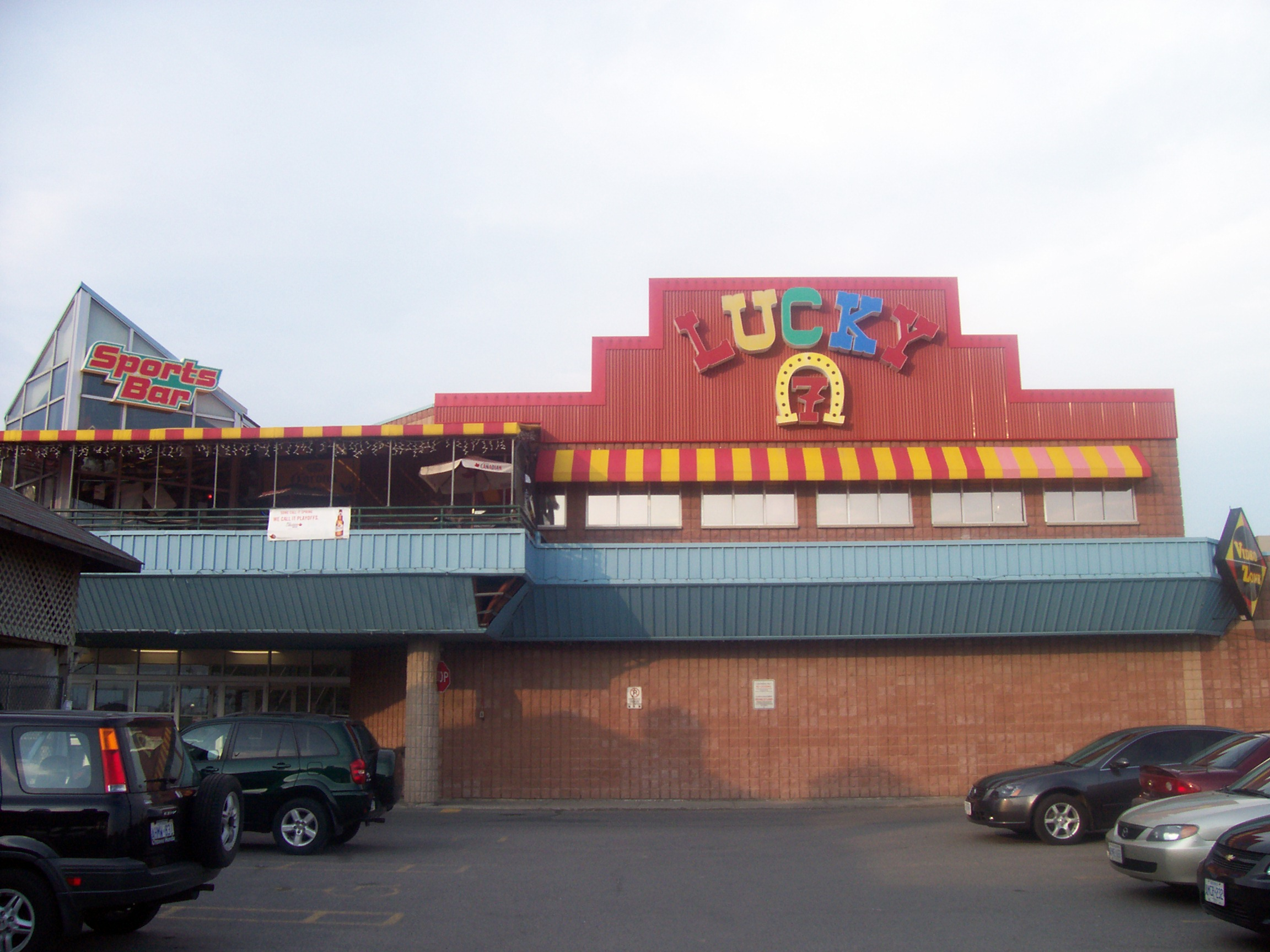
Shopping Mall in Embrun

Embrun verfügt über ein eigenes Gewerbegebiet. Die Stadt ist allerdings stark abhängig von Ottawa. Die meisten Beschäftigten in Embrun sind Pendler und fahren täglich nach Ottawa.

### Verkehr
Über den Ontario Highway 417 besteht eine direkte Anbindung an Ottawa mit großer Bedeutung für die Bevölkerung Embruns. Die nächste Auffahrt auf den Highway ist acht Kilometer von Embrun entfernt.
Die wichtigste Straße innerhalb der Stadt ist die Notre-Dame Street, welche sich quer von West nach Ost durch die Stadt erstreckt. Die Straße ist einspurig in jede Richtung, weshalb sie zu den Hauptverkehrszeiten häufig überlastet ist. Eine Prüfung der Stadt, die Straße auf zwei Spuren in jede Richtung zu erweitern, ergab jedoch, dass die notwendigen baulichen Erweiterungen zu teuer würden.

### Bildung
In Embrun gibt es drei Elementary Schools und eine Secondary School. Da im Bildungssystem Ontarios die Schüler in Abhängigkeit von Sprache und Religion auf verschiedene Schulformen gehen, herrscht de facto keine wirkliche Wahlfreiheit der Schule für einen Großteil der Schüler.

## Bevölkerungsstruktur
In Embrun lebten bei der Volkszählung 2011 6.380 Menschen; im Jahr 2006 wurden 5.655 Einwohner gezählt. Dies entspricht einem Bevölkerungsanstieg um 12,5 % innerhalb von fünf Jahren. Der Anteil zwischen frankophonen und anglophonen Einwohnern ist gleichmäßig verteilt: 2.210 Personen sprechen Englisch als Muttersprache, 3.800 hingegen Französisch. 110 Leute sprechen beide Sprachen als Muttersprache; 160 keine der beiden. Das Durchschnittsalter der Bewohner beträgt 38,2 Jahre und liegt damit 0,6 Jahre unter dem Durchschnitt Ontarios.

## Politik
Jean-Paul St. Pierre wurde in der Wahl 2010 zum neuen Bürgermeister des Russel Townships gewählt; er löste damit den bisherigen Bürgermeister Ken Hill ab, welcher in der Wahl ebenfalls kandidierte und die drittmeisten Stimmen erhielt.